# Validation
Pour les articles homonymes, voir Validation (homonymie).
 (janvier 2024).
Si vous disposez d'ouvrages ou d'articles de référence ou si vous connaissez des sites web de qualité traitant du thème abordé ici, merci de compléter l'article en donnant les références utiles à sa vérifiabilité et en les liant à la section « Notes et références ».
La validation est une opération destinée à démontrer, documents à l'appui, qu'une procédure, un procédé ou une activité conduit effectivement aux résultats escomptés. Elle comprend la qualification des systèmes et des équipements.
Dans le cas d’une validation d’un procédé, il s’agit d’établir, avec un niveau d’assurance élevé, une preuve documentée qu’un procédé particulier donnera constamment un produit conforme à ses spécifications et à des caractéristiques de qualité prédéterminées.
La validation d’un procédé peut prendre la forme d’une validation prospective, concomitante ou rétrospective, ou d’une certification ou revalidation du procédé.

## Objectif
La validation a pour objectif de vérifier que toutes les étapes de fabrication aboutiront à un produit conforme aux exigences de l’autorisation de mise sur le marché (AMM) de manière stable et reproductible.

## Phases de la validation
Les activités liées aux études de validation peuvent être regroupées en trois phases :

### Phase 1
La phase de prévalidation ou de qualification couvre toutes les activités liées à la recherche et au développement du produit, à la formulation, aux études des lots pilotes en développement, aux études de mise à l’échelle, au transfert de la technologie pour les lots à l’échelle commerciale, à l’établissement des conditions de stabilité, à la conservation et à la manipulation des formes posologiques finies et en cours de fabrication, à la qualification de l’équipement, à la qualification de l’installation, aux documents types de production, à la qualification opérationnelle et à la capacité du procédé.

### Phase 2
La phase de validation ou qualification du procédé vise à vérifier que toutes les limites établies des paramètres critiques du procédé sont valides et qu’il est possible de fabriquer des produits satisfaisants, même dans les conditions les plus défavorables.

### Phase 3
La phase de maintien de la validation nécessite un examen fréquent de tous les documents liés au procédé, notamment des rapports d’audition sur la vérification de la validation qui garantissent qu’il n’y a pas eu de modification, d’écart, de défaillance ou de modification du procédé de production et que toutes les procédures opératoires normalisées (PON) ont été respectées, y compris les procédures de contrôle des changements.
À cette étape, l’équipe de validation s’assure, en outre, qu’il n’y a pas eu de modification, ni d’écart, qui aurait entraîné une requalification et une revalidation.
La qualité, l’innocuité et l’efficacité doivent faire partie intégrante du produit. À cette fin, il faut accorder une attention particulière à un certain nombre de facteurs, tels que la sélection de matériaux et de constituants de bonne qualité, la conception du produit et du procédé, le contrôle des procédés, le contrôle en cours de fabrication et l’analyse du produit fini.
En raison de la complexité des produits pharmaceutiques, les essais courants effectués sur le produit fini ne sont pas suffisants, pour plusieurs raisons. En outre, la qualité ne peut être analysée à partir du produit pharmaceutique fini, car elle fait plutôt partie intégrante des procédés de fabrication, et ces procédés doivent être contrôlés de façon que le produit fini respecte toutes les spécifications de qualité. La conception et la validation rigoureuses des systèmes et des contrôles des procédés permettent d’établir avec un degré de confiance élevé que tous les lots produits seront conformes aux spécifications prévues.

## Protocole de validation
Plan écrit indiquant comment la validation sera effectuée et précisant notamment les paramètres d’essai, les caractéristiques du produit, l’équipement de production et d'emballage et les points de décision constituant des résultats d’essai acceptables. Ce document doit renfermer des précisions sur les étapes critiques du procédé de fabrication qui doivent être mesurées, les limites acceptables de variabilité et la façon dont le système devrait être mis à l’essai.
Le protocole devrait énumérer les paramètres du procédé et les paramètres de contrôle retenus, indiquer le nombre de lots à inclure dans l’étude et expliquer comment les données, une fois regroupées, seront traitées afin de vérifier leur pertinence. La date de l’approbation par l’équipe de validation devrait également être consignée.
Dans le cas où un protocole est altéré ou modifié après son approbation, il faut documenter la raison d’être de la modification.
Le protocole de validation doit être numéroté, signé et daté, et doit contenir au minimum les informations qui concernent, en premier lieu, Les objectifs, l’objet et le contenu de l’étude de validation. Par suite viennent les informations rapportant sur les membres de l’équipe de validation (leurs qualifications et responsabilités), le type de validation (prospective, concurrente, rétrospective, revalidation), le nombre et la sélection des lots qui doivent être dans l’étude de validation, une liste de tous les équipements à utiliser (leurs paramètres opératoires dans les conditions d’utilisation normales et de pire éventualité), Les exigences de calibrage pour les appareils de mesure, les paramètres de procédé critiques et leurs tolérances respectives, Description des étapes de fabrication (une copie du document-maître de production du produit), les points, niveaux, méthodes et plans d’échantillonnage, Les méthodes d’analyses validées (utilisées dans l’analyse des produits en cours de fabrication et des produits finis), des formulaires, tableaux/graphiques (utilisés pour l’enregistrement des résultats). Finalement, on trouve le format pour la présentation des résultats, documentation des conclusions, et l’approbation des résultats de l’étude.

## Validation formelle
La validation formelle est une méthode de validation consistant à représenter le système sous la forme d'un modèle mathématique comprenant différents paramètres reliés par des équations. La forme mathématique de ce modèle permet de prouver de manière irréfutable que le système peut fonctionner, en appliquant des démonstrations mathématiques exactes et impossibles à réfuter.